# Aphanotriccus audax
Caça-moscas-de-bico-preto ou papa-moscas-de-bico-preto (Aphanotriccus audax) é uma espécie de ave da família Tyrannidae.
Pode ser encontrada nos seguintes países: Colômbia e Panamá.
Os seus habitats naturais são: florestas subtropicais ou tropicais húmidas de baixa altitude.
Está ameaçada por perda de habitat.